# کدیه بنی دغوغ
کدیه بنی دغوغ (به فرانسوی: Koudiat Bni Dghough) یک شهرک در مراکش است که در استان سیدی بنور واقع شده‌است. کدیه بنی دغوغ ۱۵٬۵۰۶ نفر جمعیت دارد.